# Manoel de Barros
Manoel Wenceslau Leite de Barros (Cuiabá, 19 de dezembro de 1916 — Campo Grande, 13 de novembro de 2014) foi um poeta brasileiro do século XX, pertencente, cronologicamente à Geração de 45, mas formalmente ao pós-Modernismo brasileiro, se situando mais próximo das vanguardas europeias do início do século e da Poesia Pau-Brasil e da Antropofagia de Oswald de Andrade. Com 13 anos, ele se mudou para Campo Grande (MS), onde viveu pelo resto da sua vida. Recebeu vários prêmios literários, entre eles, dois Prêmios Jabutis e foi membro da Academia Sul-Mato-Grossense de Letras. É o mais aclamado poeta brasileiro da contemporaneidade nos meios literários. Enquanto ainda escrevia, Carlos Drummond de Andrade recusou o epíteto de maior poeta vivo do Brasil em favor de Manoel de Barros. Sua obra mais conhecida é o "Livro sobre Nada" de 1996.

## Vida pessoal
Um ano depois do nascimento do poeta, sua família foi viver em uma propriedade rural em Corumbá. Mudou-se sozinho quando ele era ainda criança para Campo Grande, onde estudou em colégio interno e, mais tarde, para o Rio de Janeiro, a fim de completar os estudos, onde formou-se bacharel em direito em 1941. Tendo estado 10 anos em um internato, rebelou-se contra a escrita do Padre Antônio Vieira, por lhe parecer que para aquele a frase era mais importante que a verdade. Através da leitura da poesia em prosa de Arthur Rimbaud, Manoel de Barros descobre que "pode misturar todos os sentidos".
Seu primeiro livro não era de poesia, e teria se perdido em razão de uma confusão com a polícia. Quando vivia no Rio de Janeiro, aos 18 anos, tendo entrado para a União da Juventude Comunista, grafitou as palavras "Viva o Comunismo" em uma estátua. Quando a polícia foi buscá-lo na pensão onde morava, a dona do estabelecimento pediu para "não prender o menino, tão bom que até teria escrito um livro, chamado "Nossa Senhora de Minha Escuridão'". Tendo o policial que comandava a operação se sensibilizado, o poeta não foi preso, mas a polícia levou o seu livro.
Embora a poesia tenha estado presente em sua vida desde os 13 anos de idade, teria escrito o primeiro poema somente aos 19 anos. Seu primeiro livro publicado foi "Poemas concebidos sem pecado" (1937), feito artesanalmente por amigos numa tiragem de 20 exemplares mais um, que ficou com ele.
Rompe com o PCB quando o seu líder, Luís Carlos Prestes, após 10 anos de prisão política durante o regime getulista, resolve declarar apoio ao presidente Getúlio Vargas, que já havia entregado sua esposa Olga Benário ao regime nazista da Alemanha, onde ela morreu.
Após sua decepção, viveu na Bolívia, no Peru e também, durante um ano, em Nova York onde fez um curso de cinema e pintura no Museu de Arte Moderna.
Na década de 1960 voltou para Campo Grande, onde passou a viver como criador de gado, sem nunca deixar de trabalhar incansavelmente em seu ofício de poeta.
Apesar de ter escrito muitos livros e de ter ganho vários prêmios literários desde 1960, durante muito tempo sua obra ficou desconhecida do grande público.
Seu trabalho começou a ser valorizado nacionalmente a partir da descoberta deste por parte de Millôr Fernandes, já na década de 1980. A partir daí, ganhou reconhecimento através de vários dos maiores prêmios literários do Brasil, como o Jabuti, em 1987, com "O guardador de águas".
Foi considerado o maior ou um dos maiores poetas do Brasil, sendo um dos mais aclamados nos círculos literários do seu país. Seu trabalho tem sido publicado em Portugal, onde é um dos poetas contemporâneos brasileiros mais conhecidos, na Espanha e na França.

## Poesias musicadas
O cantor Márcio de Camillo, antes da morte do poeta, veio com a proposta de musicar as suas poesias, o que resultou no CD Crianceiras com ilustrações feitas por Martha Barros. O espetáculo roda o Brasil inteiro.

## A poesia
Somente após as suas duas primeiras publicações em livro, as quais expressavam um lirismo mais impessoal e atado às convenções poéticas, a poesia de Manoel de Barros assume as características personalíssimas que marcam a sua obra.
Na sua obra de estreia, "Poemas concebidos sem pecado" (1937), apesar do tom autobiográfico de poemas como "Cabeludinho", nota-se claramente a inserção do poeta no Modernismo brasileiro de 1922, através da discussão da tradição literária brasileira (Iracema), do Parnasianismo, e da influência de Macunaíma de Mário de Andrade, admitida e criticada pelo próprio Barros. Algumas construções próximas do primeiro vanguardismo europeu e da oralidade brasileira também são perceptíveis.
Após a publicação de "A face imóvel" (1942), sua poesia passa a ter como "plano de fundo" o pantanal, indo sua temática, porém, para muito além do paisagismo inócuo. Nesse universo adâmico em que os poemas se plasmam, por meio de sua natureza e de seu cotidiano, a linguagem poética procura transformar em tátil, olfativo, visual, gustativo e auditivo aquilo que é paradoxalmente abstrato. Não por acaso, o filólogo Antonio Houaiss o compara a São Francisco de Assis, "na sua humildade diante das coisas".
Transfigurando poeticamente o universo em suas aparentes e visíveis minudências, Manoel de Barros sublinha, em realidade, a estreita dimensão dos seres humanos diante da natureza, diante da linguagem, diante do cosmos. Esse aspecto do pensamento manoelino observa-se nos títulos dos seus livros, tais como "Compêndio para uso dos pássaros" (1960), "Gramática expositiva do chão" (1966), "Tratado geral das grandezas do ínfimo" (2001). Segundo Leandro Valentin (2013), essa poesia dedica-se, também, à desautomatização do olhar dos desatentos passantes frente ao universo, como no poema "O poeta", publicado em "Ensaios Fotográficos" (2000). Ainda segundo Antonio Houaiss, a poesia de Manoel de Barros, sob aparência surrealista, é de uma enorme racionalidade: "suas visões, oníricas num primeiro instante, logo se revelam muito reais...".
Outras características marcantes da poesia de Manoel de Barros são o uso de vocabulário coloquial-rural e de uma sintaxe que homenageia a oralidade e a oralitura, ampliando as possibilidades expressivas e comunicativas do léxico por meio da formação de palavras novas (neologismos). Assim, pelo uso que Manoel de Barros faz da língua escrita, retomando e desenvolvendo o legado da oralidade em todos os seus planos expressivos, seu trabalho tem sido muitas vezes comparado ao de Guimarães Rosa, muitos referindo-se ao poeta como "Guimarães Rosa da poesia", mas talvez coubesse dizer que Rosa é o "Manoel de Barros da prosa". "Desde Guimarães Rosa a nossa língua não se submete a tamanha instabilidade semântica", teria dito o poeta Geraldo Carneiro a seu respeito. Para além de sua complexidade e densidade, a poesia de Manoel de Barros pode induzir os jovens leitores e aprendizes a práticas autônomas de leitura e de decodificação das experiências cotidianas.
Pode-se dizer que Manoel de Barros, na poesia, tal como Guimarães Rosa na prosa, teria levado a situações-limite aquilo que Oswald de Andrade expressava, programaticamente, em seu Manifesto Antropófago. Sua forma de conceber as relações entre mundo empírico e literatura muito contribui para renovar as literaturas em línguas neolatinas, uma vez que a obra de Barros supera as dicotomias que operam a cisão entre seres humanos e natureza, que apresentam a natureza como um ente a ser enfrentado e dominado pelos humanos, tal como se observa, de maneira geral, nas obras literárias do ocidente, segundo analisa Marcelo Marinho.
Talvez, por todas essas características, o próprio Manoel de Barros recorre a um oxímoro para definir sua arte como "vanguarda primitiva", tendo consciência da sua relação com as vanguardas e o modernismo brasileiro, principalmente o de Oswald de Andrade, no que se refere à expressividade da linguagem em suas relações ambíguas com a natureza. Manoel de Barros nunca se afasta do "vanguardismo primitivista" (ver primitivismo), como se pode notar pelo título "Poesia Rupestre" (2004), ganhador de vários prêmios literários de repercussão em todo o Brasil.

## Morte e homenagem
O escritor morreu aos 97 anos. Foi internado no dia 24 de outubro de 2014 no Proncor, em Campo Grande (MS), para uma cirurgia de desobstrução do intestino. De acordo com o boletim médico assinado pela doutora Carmelita Vilela, o falecimento ocorreu no dia 13 de novembro, às 8h05min, por falência de múltiplos órgãos. Foi sepultado por volta das 18h no cemitério Parque das Primaveras. O escritor completaria 98 anos em 19 de dezembro de 2014.
Foi homenageado em 2016 e 2017 respectivamente pelas escolas de samba Sossego e Império Serrano e em ambas as escolas contando sua vida, sagraram-se campeãs.

## Obras
- 1937 — Poemas concebidos sem Pecado
- 1942 — Face imóvel
- 1956 — Poesias
- 1960 — Compêndio para uso dos pássaros
- 1966 — Gramática expositiva do chão
- 1974 — Matéria de poesia
- 1980 — Arranjos para assobio
- 1985 — Livro de pré-coisas
- 1989 — O guardador das águas
- 1990 — Gramática expositiva do chão: Poesia quase toda
- 1993 — Concerto a céu aberto para solos de aves
- 1993 — O livro das ignorãças
- 1996 — Livro sobre nada
- 1996 — Das Buch der Unwissenheiten - Edição da revista alemã Akzente
- 1998 — Retrato do artista quando coisa
- 2000 — Ensaios fotográficos
- 2000 — Exercícios de ser criança
- 2000 — Encantador de palavras - Edição portuguesa
- 2001 — O fazedor de amanhecer
- 2001 — Tratado geral das grandezas do ínfimo
- 2001 — Águas
- 2003 — Para encontrar o azul eu uso pássaros
- 2003 — Cantigas para um passarinho à toa
- 2003 — Les paroles sans limite - Edição francesa
- 2003 — Todo lo que no invento es falso - Antologia na Espanha
- 2004 — Poemas Rupestres
- 2005 — Riba del dessemblat. Antologia poètica — Edição catalã (2005, Lleonard Muntaner, Editor)
- 2005 — Memórias inventadas I
- 2006 — Memórias inventadas II
- 2007 — Memórias inventadas III
- 2010 — Menino do Mato
- 2010 — Poesia Completa
- 2011 — Escritos em verbal de ave
- 2013 — Portas de Pedro Viana

## Prêmios e títulos
- 1960 — Prêmio Orlando Dantas - Diário de Notícias, com o livro Compêndio para uso dos pássaros;
- 1966 — Prêmio Nacional de poesias, com o livro Gramática expositiva do chão;
- 1969 — Prêmio da Fundação Cultural do Distrito Federal, com o livro Gramática expositiva do chão.
- 1989 — Prêmio Jabuti de Literatura, na categoria Poesia, como o livro O guardador de águas;
- 1990 — Prêmio Jacaré de Prata da Secretaria de Cultura de Mato Grosso do Sul como melhor escritor do ano;
- 1996 — Prêmio Alfonso Guimarães da Biblioteca Nacional, com o livro Livro das ignorãnças;
- 1997 — Prêmio Nestlé de Poesia, com o livro Livro sobre nada;
- 1998 — Prêmio Nacional de Literatura do Ministério da Cultura, pelo conjunto da obra;
- 2000 — Prêmio Odilo Costa Filho - Fundação do Livro Infanto Juvenil, com o livro Exercício de ser criança;
- 2000 — Prêmio Academia Brasileira de Letras, com o livro Exercício de ser criança;
- 2002 — Prêmio Jabuti de Literatura, na categoria livro de ficção, com O fazedor de amanhecer;
- 2005 — Prêmio APCA 2004 de melhor poesia, com o livro Poemas rupestres;
- 2006 — Prêmio Nestlé de Literatura Brasileira, com o livro Poemas rupestres.[15]

Manoel de Barros foi agraciado com o título de Doutor Honoris Causa pela Universidade Federal de Mato Grosso (UFMT), Universidade Federal do Mato Grosso do Sul (UFMS) e Universidade Católica Dom Bosco (UCDB).